# Myrmecodia horrida
Myrmecodia horrida är en måreväxtart som beskrevs av Anthony Julian Huxley och Jebb. Myrmecodia horrida ingår i släktet Myrmecodia och familjen måreväxter. Inga underarter finns listade i Catalogue of Life.